# Ken McLeod
Ken McLeod (ur. 1948) – kanadyjski propagator buddyzmu tybetańskiego, lama. Autor wielu publikacji na temat buddyzmu tybetańskiego, tłumacz.